# Зайдлер, Сабина
Саби́на За́йдлер (нем. Sabine Seidler; род. 29 августа 1961, Зангерхаузен, ГДР) — немецкий и австрийский учёный, специалист в области материаловедения, профессор Венского технического университета (нем. Technische Universität Wien, TU Wien). 

## Биография
Выпускница Университета прикладных наук Мерзебурга (нем. Technische Hochschule Leuna-Merseburg), Саксония-Анхальт (1984), в 1989 году там же защитила диссертацию. Затем работала в Галле-Виттенбергском университете (нем. Martin-Luther-Universität Halle-Wittenberg).
В 1996 году была принята на должность профессора в TU Wien. Сфера её научных интересов — анализ взаимосвязи структуры и свойств различных полимеров и пластмасс, механика разрушения твёрдых тел. Автор монографий, среди них книга Kunststoffprüfung, Мюнхен: Carl Hanser-Verlag, 2015  (совм. с В. Грелльманом).
С 2007 по 2011 годы являлась проректором по научной работе. В 2011 году избрана ректором TU Wien, стала первой женщиной в Австрии, возглавившей технический университет; в 2014 и 2018 годах переизбиралась на пост. 
С 2020 года также президент Ассоциации университетов Австрии (нем. Österreichische Universitätenkonferenz).